# Jacques Belasco
Pour les articles homonymes, voir Belasco.
Léonid Jacob Berladski, né le 11 octobre 1902 à Odessa (Ukraine ; alors Empire russe) et mort le 12 juin 1973 à New York (États-Unis), est un compositeur, arrangeur et chef d'orchestre d'origine russe, connu comme Jacques Belasco aux États-Unis (où il est parfois crédité Jack Belasco). 
Ayant fait carrière dans les années 1930 en France, il y reste connu sous le pseudonyme de Jacques Dallin.

## Biographie
Frère jumeau de l'acteur Leon Belasco (1902-1988), Jacques Belasco entame en France une carrière de compositeur de musiques de films, les huit premiers sortis en 1933 (dont La Tête d'un homme de Julien Duvivier, avec Harry Baur).
Dans les années 1930, suivent notamment La Porteuse de pain de René Sti (1934, avec Fernandel), Samson de Maurice Tourneur (1936, avec Harry Baur) et Le Puritain de Jeff Musso (1938, avec Jean-Louis Barrault), un de ses derniers films français.
Au début de la Seconde Guerre mondiale, il émigre aux États-Unis (comme son frère avant lui) où il s'installe définitivement. Il y travaille principalement comme arrangeur et chef d'orchestre, même s'il contribue encore comme compositeur à quelques films américains (dont They Dare Not Love de James Whale en 1941, avec George Brent).
Il est encore compositeur occasionnel pour la télévision américaine (où il travaille surtout comme arrangeur), sur trois séries (1960, 1965 et 1966) et deux téléfilms ; le premier est Vincent Van Gogh: A Self Portrait (1961, avec Lee J. Cobb dans le rôle-titre) ; le second est le documentaire Hemingway's Spain: A Love Affair de Gilbert Cates (1968), son ultime contribution à l'écran.
On doit aussi à Jacques Belasco la musique de la comédie musicale The Girl from Nantucket, jouée à Broadway (New York) en 1945 ; il est également co-arrangeur d'une autre comédie musicale pour Broadway, Let It Ride!, représentée en 1961.
Il meurt en 1973, à 70 ans, des suites d'une crise cardiaque.

## Filmographie partielle
(comme compositeur, sauf mention contraire ou complémentaire)

### Cinéma français
- 1933 : La Mille et Deuxième Nuit d'Alexandre Volkoff
- 1933 : Théodore et Cie de Pierre Colombier
- 1933 : La Tête d'un homme de Julien Duvivier
- 1933 : Miss Helyett d'Hubert Bourlon et Jean Kemm
- 1933 : La Voie sans disque de Léon Poirier
- 1933 : Charlemagne de Pierre Colombier
- 1934 : Un de la montagne de Serge de Poligny
- 1934 : Le Cavalier Lafleur de Pierre-Jean Ducis (arrangeur)
- 1934 : Le Bossu de René Sti
- 1934 : Flofloche de Gaston Roudès
- 1934 : Ces messieurs de la Santé de Pierre Colombier
- 1934 : Adhémar Lampiot de Christian-Jaque
- 1934 : La Porteuse de pain de René Sti
- 1935 : Marchand d'amour d'Edmond T. Gréville
- 1935 : Touche-à-tout de Jean Dréville
- 1935 : Princesse Tam Tam d'Edmond T. Gréville
- 1936 : Maria de la nuit de Willy Rozier
- 1936 : Prince des Six Jours de Robert Vernay
- 1936 : Cœur de gueux de Jean Epstein
- 1936 : Pluie d'or de Willy Rozier
- 1936 : Samson de Maurice Tourneur
- 1937 : Rendez-vous Champs-Élysées de Jacques Houssin
- 1937 : Boulot aviateur de Maurice de Canonge
- 1937 : L'Alibi de Pierre Chenal
- 1937 : Un scandale aux Galeries de René Sti
- 1938 : Bar du sud d'Henri Fescourt
- 1938 : Firmin, le muet de Saint-Pataclet de Jacques Séverac
- 1938 : Le Puritain de Jeff Musso
- 1938 : Mollenard de Robert Siodmak
- 1938 : Trois dans un moulin de Pierre Weill

### Cinéma américain
- 1941 : They Dare Not Love de James Whale
- 1952 : Californie en flammes (California Conquest) de Lew Landers (musique additionnelle)
- 1954 : La Bataille de Rogue River (The Battle of Rogue River) de William Castle (musique additionnelle)
- 1957 : The Giant Claw de Fred F. Sears (musique additionnelle)
- 1966 : Rings Around the World de Gilbert Cates (documentaire)

### Télévision américaine
(téléfilms)
- 1961 : Vincent Van Gogh: A Self Portrait de Ray Garner
- 1968 : Hemingway's Spain: A Love Affair de Walter Stuart (documentaire)

## Théâtre à Broadway (intégrale)
(comédies musicales)
- 1945 : The Girl from Nantucket, lyrics de Kay Twomey, livret de Paul Stamford, Harold Sherman et Hi Cooper (compositeur, orchestrateur et arrangeur)
- 1961 : Let It Ride!, musique et lyrics de Jay Livingston et Ray Evans, livret d'Abram S. Ginnes (arrangeur)

## Note
1. ↑  Les sources consultées ne précisant pas s'il a été naturalisé français ou américain, tout complément d'information à cet égard est bienvenu.